# Hurst, Illinois
Hurst är en ort i Williamson County i Illinois.  Vid 2010 års folkräkning hade Hurst 795 invånare.